# بخش فارسی دویچه وله
بخشِ فارسیِ دویچه وِله زیر مجموعه‌ای از دویچه وله است که به زبان فارسی از طریق رادیو و اینترنت، فعالیت خبری و رسانه‌ای می‌کند. این بخش فعالیت خود را از سال ۱۹۶۲ میلادی آغاز نموده‌است.

## سرویس‌ها

### رادیویی
رادیوی فارسی دویچه‌وله، در سال ۱۹۶۲ راه‌اندازی شد. این رادیو پیش‌تر در بین ایرانیان به رادیو کلن مشهور بود.
 در اواخر، دویچه‌وله روزانه یک ساعت برنامه به زبان فارسی پخش می‌کرد. این برنامه‌ها همه روزه ار ساعت ۲۲ به وقت تهران آغار شده و تا ساعت ۲۳ ادامه می‌یافت. تکرار آن نیز از ساعت ۷ تا ۸ صبح پخش می‌شد. دو بخش اخبار کوتاه پنج دقیقه‌ای به همراه برنامه آیینه روز که به تفسیر رویدادهای خبری می‌پرداخت، از برنامه‌های هر روزه این رادیوست. برنامهٔ آموزش زبان آلمانی با نام آلمانستان که دو بار در هفته پخش می‌شد به همراه برنامه‌های هفتگی عطاری (با موضوع زندگی روزمره)، ذره بین (با موضوع اجتماعی)، سرنخ (با موضوع مسائل جوانان)، عصر شنبه (با موضوع فرهنگ و هنر) و بلندگو (با موضوع نظرات شنوندگان) دیگر برنامه‌های رادیو فارسی دویچه‌وله را تشکیل می‌دادند.
دریافت برنامه‌های این رادیو از طریق امواج رادیوی ای ام و ماهواره‌های هات‌برد، آسیاست و آتلانتیک برد و وبگاه فارسی دویچه وله میسر بود. رادیو فارسی دویچه وله در کابل از طریق موج اف ام هم پخش می‌شد.
 

توقف برنامه‌های رادیویی

در زمستان ۲۰۱۱ و پس از حدود ۵۰ سال پخش برنامه برای فارسی‌زبانان، دویچه‌وله برنامهٔ رادیویی خود را به زبان فارسی قطع کرد. اما تارنمای دویچه‌وله، با رویکردی چندرسانه‌ای همچنان به فعالیت خود ادامه می‌دهد. دلیل قطع برنامهٔ رادیویی، دگرگونی جهان رسانه‌ها و دیجیتالی (اینترنتی-ماهواره‌ای) شدن آن خوانده شده‌است. 

### اینترنتی
وبگاه فارسی دویچه وله، سایت خبری فارسی‌زبان این سازمان است است. این وبگاه از سال ۲۰۰۷ به هشتمین سرویس اینترنتی دویچه وله که با هیئت تحریریه مستقل اداره می‌شود، تبدیل شد. این سایت در چندین صفحهٔ جداگانه مانند صفحهٔ آغاز، صفحهٔ خبرها و نظرها با زیرصفحه‌های ایران، اروپا (با تأکید بر آلمان)، جهان، فرهنگ و هنر، دانش و فناوری، اقتصاد، محیط زیست، زندگی و رو در رو، جدیدترین اخبار، عکس، گزارش‌ها و تحلیل‌ها را در این زمینه‌ها به کاربران ارائه می‌دهد.
بخش‌های آلمان‌شناسی، آموزش زبان آلمانی و صفحه ویژه بوندس لیگا از دیگر بخش‌های این وبگاه است. پوشش ویژهٔ رویدادهای فرهنگی و هنری گوناگون آلمان مانند جشنواره فیلم برلین نیز در دستورکار وبگاه فارسی دویچه وله قرار دارد.